# قطعنامه ۶۳ شورای امنیت
قطعنامه ۶۳ شورای امنیت سازمان ملل متحد که در تاریخ ۲۴ دسامبر ۱۹۴۸ تصویب شد، سندی بین‌المللی دربارهٔ مسئلهٔ اندونزی است. این قطعنامه طی نشست ۳۹۲ام با ۷ موافق، ۰ مخالف و ۴ ممتنع تصویب شد.